# Tabanus subcinnamoneus
Tabanus subcinnamoneus är en tvåvingeart som beskrevs av M. Josephine Mackerras 1972. Tabanus subcinnamoneus ingår i släktet Tabanus och familjen bromsar. Inga underarter finns listade i Catalogue of Life.